# Tetragonia spicata
Tetragonia spicata är en isörtsväxtart som beskrevs av Carl von Linné d.y.. Tetragonia spicata ingår i släktet tetragonior, och familjen isörtsväxter. Inga underarter finns listade i Catalogue of Life.